# Franz Binder
Franz Binder (ur. 1 grudnia 1911 w St. Pölten, zm. 24 kwietnia 1989 w Wiedniu) – austriacki piłkarz, który występował na pozycji napastnika i trener piłkarski. W latach 1933–1947 reprezentant Austrii, w latach 1939–1941 reprezentant Niemiec.
Franz Binder rozegrał 242 mecze w lidze austriackiej dla Rapidu Wiedeń i strzelił 267 goli. W lidze niemieckiej (po Anszlusie) Franz Binder strzelił dla Rapidu 42 gole w 18 meczach.
Był kapitanem Rapidu przez 11 lat (1937 – 1948). W 1999 nominowany do jedenastki stulecia Rapidu. Binder 6 razy był mistrzem Austrii i tyleż razy królem strzelców ligi. Zdobył także Puchar Austrii, Mistrzostwo Niemiec oraz Puchar Niemiec. Trzykrotnie wybierany piłkarzem roku w Austrii. Po zakończeniu kariery trenował Rapid, 1. FC Nürnberg, SSV Jahn Regensburg, PSV Eindhoven i FC Kufstein.
W ciągu całej kariery piłkarskiej zdobył 1006 bramek w 756 meczach.